# Catedral de la Inmaculada Concepción (Medan)
La Catedral de la Inmaculada Concepción o bien la Catedral de Medan (en indonesio: Gereja Katedral Medan) es una catedral católica en Medan, en el país asiático de Indonesia. La catedral actual fue inaugurada en 1928. Es uno de los edificios coloniales holandeses en Medan. En sus inicios en 1879, la Iglesia Catedral de Medan era una cabaña de techo de hojas y paja que servía como lugar de culto para decenas de católicos (los indios en su mayoría tamiles étnicos y de los Países Bajos), en Jl Pemuda No 1 (antes: Paleisstraat; Calle Istana). En 1884, la congregación había crecido a 193 personas. La construcción de una nueva iglesia se inició en 1905, cuando los católicos fueron contados en 1200 personas. La construcción se llevó a cabo por un sacerdote jesuita que trabajaba en el campo. La nueva iglesia fue inaugurada en noviembre de ese año. Es la catedral de la arquidiócesis de Medan.